# Боск Герар Сент Адријен
Боск Герар Сент Адријен (фр. Bosc-Guérard-Saint-Adrien) насеље је и општина у северној Француској у региону Горња Нормандија, у департману Приморска Сена која припада префектури Руан.
По подацима из 2011. године у општини је живело 875 становника, а густина насељености је износила 84,05 становника/km². Општина се простире на површини од 10,41 km². Налази се на средњој надморској висини од 171 метар (максималној 178 m, а минималној 65 m).

## Демографија
| 1962. | 1968. | 1975. | 1982. | 1990. | 1999. | 2011. |
| ----- | ----- | ----- | ----- | ----- | ----- | ----- |
| 295   | 342   | 373   | 431   | 578   | 776   | 875   |

График промене броја становника у току последњих година